# Girolamo Aleandro
Girolamo Aleandro, italijanski rimskokatoliški duhovnik, nadškof in kardinal, * 13. februar 1480, Motta di Livenza, † 1. februar 1542.

## Življenjepis
8. avgusta 1524 je bil imenovan za nadškofa Brindisija; škofovsko posvečenje je prejel 9. oktobra istega leta.
22. decembra 1536 je bil povzdignjen v kardinala in pectore in 13. marca 1538 v kardinala. Istega dne je bil imenovan za kardinal-duhovnika, nato pa 7 dni še za kardinal-duhovnika S. Crisogono.
30. januarja 1541 je odstopil iz nadškofovskega položaja.